# Zinnosaurus
Zinnosaurus es un género extinto del orden de los terápsidos datado en el Triásico Inferior cuyos restos se han encontrado en Brasil. Un único esqueleto parcial fue hallado y nombrado en la formación Sanga do Cabral en Río Grande del Sur por el paleontólogo Lieuwe Dirk Boonstra en 1964.